# Marin Cosmescu-Delasabar
Marin Cosmescu-Delasabar, ortografiat, de asemenea, și Marin Cosmescu Delasabar (n. 12 octombrie 1916, în comuna Crovu, județul antebelic Dâmbovița – d. 22 ianuarie 2010, Bacău) a fost un antologist, critic și istoric literar, filolog, profesor de limba română și profesor universitar, prozator, scriitor  și traducător român, stabilit la Bacău în anii '950.

## Biografie
Marin Cosmescu-Delasabar s-a născut la 12 octombrie 1916, în comuna Crovu, județul antebelic Dâmbovița. Viitorul dascăl de limba și literatura română și-a terminat studiile primare în satul natal. Liceul l-a urmat la Colegiul Sfântul Sava din București (1929-1937). Deși a urmat Facultatea de Litere și Filozofie din Capitală într anii 1938 și 1942, va deveni licențiat al acesteia doar la sfârșitul celei de-a doua mari conflagrații mondiale, din motive lesne de urmat.

## Operă literară

### Debut literar
- 1936- "Jurnalul unui rebusist," proza tematică, în revista Rebus Magazin, eseul a fost publicat în serial, în cinci episoade [1]

### Antologii, eseuri antume
- 1998 - Cântece de stepă, antologia celor mai frumoase poeme ale lui George Petcu, antologator Marin Cosmescu Delasabar, Editura Star Tipp, Slobozia
- 2000 - "O jertfă creatoare. Cazul Ion Luca în dramaturgia românească," eseuri, cu o prefață de Eugen Budău, la Editura Grigore Tăbăcaru, Bacău
- 2004 - "Dumitru Alistar  Un ilustru cărturar moldovean. Poet. Traducător. Lingvist," la Editura Egal, Bacău
- 2004 - "De neamul Budenilor moldoveni," co-autor împreună cu Ioan Dănilă, lucrare de istorie literară, Editura Egal, Bacău
- 2004 - "Ranița. Amintiri dintr-o copilărie furată," co-autor împreună cu Ioan Dănilă, scrieri despre ce de-al doilea război mondial
- 2007- "Bastardul" roman, Editura Vicovia, Bacău

### Monografii antume
- 1996 - "Liceul Vasile Alecsandri 75," coordonator, Bacău
- 1997 - "Almanahul Veteranului de război, Bacău 590," la Editura Deșteptarea, Bacău